# Scydmoraphes helvolus
Scydmoraphes helvolus är en skalbaggsart som först beskrevs av Hermann Rudolph Schaum 1844.  Scydmoraphes helvolus ingår i släktet Scydmoraphes, och familjen glattbaggar. Enligt den finländska rödlistan är arten nära hotad i Finland. Arten är reproducerande i Sverige. Artens livsmiljö är lundskogar.